# کریستین سوگیونو
کریستین سوگیونو (انگلیسی: Christian Sugiono؛ زادهٔ ۲۵ فوریهٔ ۱۹۸۱) هنرپیشه، روزنامه‌نگار، طراحی وب اهل اندونزی است. وی از سال ۲۰۰۵ میلادی تاکنون مشغول فعالیت بوده‌است.